# Plaza (Dakota Północna)
Plaza – miasto w Stanach Zjednoczonych, w stanie Dakota Północna, w hrabstwie Mountrail.